# マリアン・タワイ
マリアン・タワイ（Marian Tałaj 1950年12月22日- ）はポーランドのコシャリン出身の柔道選手。階級は軽中量級。身長170cm。

## 人物
1970年のヨーロッパジュニア軽量級で3位になった。1972年のヨーロッパ選手権軽中量級でも3位となった。1974年の世界学生では3位だった。1975年の世界選手権では5位に終わった。1976年のヨーロッパ選手権で3位になると、1976年モントリオールオリンピックでは銅メダルを獲得した。1977年のフランス国際とヨーロッパ選手権71kg級ではそれぞれ2位に入った。

## 主な戦績
- 1968年 - ヨーロッパカデ選手権　軽量級　3位
- 1970年 - ヨーロッパジュニア　軽量級　3位

軽中量級での戦績
- 1972年 - ポーランド国際　2位
- 1972年 - ヨーロッパ選手権　3位
- 1974年 - ポーランド国際　優勝
- 1974年 - 世界学生　3位
- 1975年 - ドイツ国際　3位
- 1975年 - 世界選手権　5位
- 1976年 - 東ドイツ国際　優勝
- 1976年 - ヨーロッパ選手権　3位
- 1976年 - モントリオールオリンピック　3位

71kg級での戦績
- 1977年 - フランス国際　2位
- 1977年 - ヨーロッパ選手権　2位
- 1977年 - ポーランド国際　優勝
- 1977年 - ドイツ国際　3位
- 1978年 - オランダ国際　3位
- 1979年 - ポーランド国際　優勝
- 1980年 - ハンガリー国際　2位